# Liga de Voleibol Superior Femenino 2016
La Liga de Voleibol Superior Femenino 2016 si è svolta dal 13 gennaio al 6 maggio 2016: al torneo hanno partecipato 9 franchigie portoricane e la vittoria finale è andata per l'undicesima volta, la terza consecutiva, alle Criollas de Caguas.

## Regolamento
Le squadre hanno disputato un girone all'italiana, sfidando ogni avversaria tre volte, per un totale di ventiquattro incontri; al termine della regular season:
- Le prime sei classificate hanno acceduto ai play-off scudetto, strutturati in quarti di finale, con due gironi all'italiana con gare di andata e ritorno, semifinali e finale al meglio delle sette gare, con incroci basati sul piazzamento in stagione regolare col metodo della serpentina.

### Criteri di classifica
Se il risultato finale è stato di 3-0 o 3-1 sono stati assegnati 3 punti alla squadra vincente e 0 a quella sconfitta, se il risultato finale è stato di 3-2 sono stati assegnati 2 punti alla squadra vincente e 1 a quella sconfitta.
L'ordine del posizionamento in classifica è stato definito in base a:
- Punti;
- Numero di partite vinte;
- Ratio dei set vinti/persi;
- Ratio dei punti realizzati/subiti.

## Squadre partecipanti
Al campionato di Liga de Voleibol Superior Femenino 2016 hanno partecipato nove franchigie, una delle quali, le Orientales de Humacao, reduce da una stagione di inattività; le Capitalinas de San Juan sono invece una nuova franchigia, frutto dell'espansione del torneo ad una nuova franchigia.
| Club                    | Stagione | Città     | Impianto                         | Stagione precedente                            |
| ----------------------- | -------- | --------- | -------------------------------- | ---------------------------------------------- |
| Capitalinas de San Juan | dettagli | San Juan  | Coliseo Roberto Clemente         | -                                              |
| Changas de Naranjito    | dettagli | Naranjito | Coliseo Gelito Ortega            | 7ª in LVSF                                     |
| Criollas de Caguas      | dettagli | Caguas    | Coliseo Héctor Solá Bezares      | 1ª in LVSF; Campionesse di Porto Rico          |
| Gigantes de Carolina    | dettagli | Carolina  | Coliseo Guillermo Angulo         | 6ª in LVSF; Quarti di finale play-off scudetto |
| Indias de Mayagüez      | dettagli | Mayagüez  | Palacio de Recreación y Deportes | 2ª in LVSF; Finale play-off scudetto           |
| Lancheras de Cataño     | dettagli | Cataño    | Coliseo Cosme Beitia Sálamo      | 5ª in LVSF; Quarti di finale play-off scudetto |
| Leonas de Ponce         | dettagli | Ponce     | Coliseo Salvador Dijols          | 4ª in LVSF; Semifinale play-off scudetto       |
| Orientales de Humacao   | dettagli | Humacao   | Complejo Deportivo Emilio Huyke  | Non iscritte in LVSF                           |
| Valencianas de Juncos   | dettagli | Juncos    | Coliseo Rafael Amalbert          | 3ª in LVSF; Semifinale play-off scudetto       |

## Torneo

### Regular season

#### Risultati
| Risultati Regular season |                      |     |                                   |
|                          |                      |     |                                   |
| 13-01                    | San Juan - Humacao   | 1-3 | 24-26, 25-23, 11-25, 16-25        |
| 13-01                    | Mayagüez - Ponce     | 3-2 | 23-25, 24-26, 25-22, 25-16, 15-13 |
| 14-01                    | Juncos - Caguas      | 0-3 | 24-26, 24-26, 18-25               |
| 15-01                    | Ponce - San Juan     | 3-1 | 22-25, 25-21, 25-19, 25-23        |
| 15-01                    | Humacao - Mayagüez   | 1-3 | 22-25, 25-20, 20-25, 23-25        |
| 16-01                    | Caguas - Cataño      | 3-0 | 25-16, 25-19, 25-22               |
| 16-01                    | Naranjito - Juncos   | 3-2 | 22-25, 25-22, 25-15, 16-25, 18-16 |
| 20-01                    | Caguas - San Juan    | 3-0 | 25-18, 25-20, 25-18               |
| 20-01                    | Carolina - Humacao   | 1-3 | 25-20, 20-25, 23-25, 24-26        |
| 21-01                    | Naranjito - Ponce    | 0-3 | 15-26, 17-25, 24-26               |
| 21-01                    | Mayagüez - Cataño    | 3-0 | 25-13, 26-24, 27-25               |
| 22-01                    | Juncos - San Juan    | 2-3 | 20-25, 26-24, 19-25, 25-22, 11-15 |
| 22-01                    | Humacao - Caguas     | 0-3 | 18-25, 16-25, 26-28               |
| 23-01                    | Ponce - Mayagüez     | 3-0 | 25-16, 25-17, 25-20               |
| 23-01                    | Carolina - Naranjito | 1-3 | 12-25, 9-25, 25-21, 22-25         |
| 24-01                    | Cataño - Juncos      | 3-0 | 25-22, 25-23, 25-15               |
| 27-01                    | Ponce - Cataño       | 3-1 | 23-25, 25-15, 25-17, 28-26        |
| 27-01                    | Juncos - Humacao     | 0-3 | 22-25, 18-25, 26-28               |
| 28-01                    | Naranjito - Caguas   | 1-3 | 25-21, 15-25, 16-25, 23-25        |
| 28-01                    | Mayagüez - San Juan  | 3-1 | 25-23, 25-23, 25-27, 25-16        |
| 29-01                    | Cataño - Carolina    | 2-3 | 19-25, 13-25, 25-23, 25-16, 13-15 |
| 29-01                    | Juncos - Ponce       | 1-3 | 25-23, 22-25, 13-25, 16-25        |
| 30-01                    | Naranjito - Humacao  | 2-3 | 20-25, 18-25, 25-19, 25-21, 16-18 |
| 31-01                    | Caguas - Mayagüez    | 3-0 | 25-22, 25-17, 25-21               |
| 31-01                    | Carolina - San Juan  | 0-3 | 21-25, 14-25, 20-25               |
| 03-02                    | Ponce - Caguas       | 0-3 | 26-28, 17-25, 19-25               |
| 03-02                    | Humacao - Cataño     | 2-3 | 25-20, 25-14, 20-25, 16-25, 13-15 |
| 04-02                    | Carolina - Juncos    | 3-1 | 14-25, 29-27, 25-19, 25-20        |
| 05-02                    | Ponce - Humacao      | 3-0 | 25-14, 25-22, 25-17               |
| 05-02                    | Naranjito - Mayagüez | 0-3 | 26-28, 23-25, 23-25               |
| 06-02                    | Caguas - Carolina    | 3-1 | 25-19, 21-25, 18-25, 21-25        |
| 06-02                    | Mayagüez - Juncos    | 3-1 | 22-25, 28-26, 25-16, 25-22        |
| 07-02                    | Cataño - San Juan    | 2-3 | 25-23, 25-20, 16-25, 20-25, 13-15 |
| 10-02                    | San Juan - Humacao   | 3-0 | 25-22, 25-18, 25-22               |
| 10-02                    | Carolina - Mayagüez  | 3-0 | 25-17, 25-20, 25-19               |
| 11-02                    | Juncos - Caguas      | 0-3 | 13-25, 25-10, 25-19               |
| 11-02                    | Cataño - Naranjito   | 3-0 | 25-23, 25-23, 25-23               |
| 12-02                    | San Juan - Ponce     | 2-3 | 24-26, 25-23, 25-21, 15-25, 10-15 |
| 12-02                    | Mayagüez - Humacao   | 3-0 | 25-17, 25-23, 25-19               |
| 13-02                    | Caguas - Cataño      | 1-3 | 21-25, 23-25, 25-16, 21-25        |
| 13-02                    | Juncos - Naranjito   | 3-1 | 27-25, 28-30, 27-25, 25-20        |
| 14-02                    | Ponce - Carolina     | 3-1 | 25-18, 25-18, 15-25, 25-21        |
| 15-02                    | San Juan - Naranjito | 3-0 | 25-22, 25-21, 25-22               |
| 17-02                    | Caguas - San Juan    | 3-0 | 25-22, 25-20, 25-21               |
| 17-02                    | Humacao - Carolina   | 3-1 | 25-12, 22-25, 25-23, 25-21        |
| 18-02                    | Ponce - Naranjito    | 3-1 | 25-21, 19-25, 25-22, 25-21        |
| 18-02                    | Cataño - Mayagüez    | 2-3 | 25-27, 32-30, 22-25, 19-25, 13-15 |
| 19-02                    | Caguas - Humacao     | 3-0 | 25-17, 25-23, 25-19               |
| 20-02                    | Juncos - San Juan    | 1-3 | 21-25, 25-16, 22-25, 19-25        |
| 20-02                    | Naranjito - Carolina | 3-0 | 26-24, 25-21, 25-17               |
| 21-02                    | Cataño - Juncos      | 3-1 | 25-17, 25-22, 23-25, 25-21        |
| 22-02                    | Mayagüez - Humacao   | 3-1 | 25-20, 28-26, 19-25, 27-25        |
| 24-02                    | Cataño - Ponce       | 2-3 | 25-16, 22-25, 22-25, 15-13, 9-15  |
| 24-02                    | Humacao - Juncos     | 0-3 | 17-25, 22-25, 23-25               |

| Risultati regular season |                      |     |                                   |
|                          |                      |     |                                   |
| 25-02                    | Caguas - Naranjito   | 3-0 | 25-23, 25-22, 25-18               |
| 25-02                    | Mayagüez - San Juan  | 1-3 | 25-22, 23-25, 21-25, 24-26        |
| 26-02                    | Carolina - Cataño    | 3-1 | 25-17, 25-20, 22-25, 25-21        |
| 26-02                    | Ponce - Juncos       | 3-0 | 25-17, 25-18, 34-32               |
| 27-02                    | Humacao - Naranjito  | 3-1 | 25-13, 24-26, 30-28, 27-25        |
| 27-02                    | Mayagüez - Caguas    | 1-3 | 18-25, 25-22, 18-25, 19-25        |
| 28-02                    | Carolina - San Juan  | 0-3 | 21-25, 20-25, 25-27               |
| 02-03                    | Juncos - Carolina    | 3-0 | 26-24, 27-25, 25-20               |
| 03-03                    | Ponce - Caguas       | 3-2 | 25-21, 22-25, 17-25, 25-13, 15-11 |
| 03-03                    | Humacao - Cataño     | 3-1 | 16-25, 25-23, 25-23, 25-16        |
| 04-03                    | San Juan - Naranjito | 1-3 | 15-25, 25-20, 19-25, 20-25        |
| 04-03                    | Juncos - Mayagüez    | 2-3 | 25-19, 23-25, 14-25, 30-28, 13-15 |
| 05-03                    | Caguas - Carolina    | 3-0 | 25-17, 25-21, 25-15               |
| 06-03                    | Humacao - Ponce      | 1-3 | 18-25, 25-21, 18-25, 29-31        |
| 06-03                    | San Juan - Cataño    | 0-3 | 23-25, 16-25, 19-25               |
| 09-03                    | Cataño - Caguas      | 0-3 | 23-25, 22-25, 20-25               |
| 09-03                    | Carolina - Mayagüez  | 3-0 | 25-22, 27-25, 25-16               |
| 10-03                    | San Juan - Ponce     | 3-1 | 19-25, 25-23, 25-20, 27-25        |
| 10-03                    | Humacao - Juncos     | 3-1 | 19-25, 25-17, 25-16, 25-15        |
| 11-03                    | Naranjito - Cataño   | 0-3 | 23-25, 26-28, 16-25               |
| 12-03                    | Ponce - Carolina     | 3-1 | 26-28, 25-22, 25-22, 25-19        |
| 12-03                    | San Juan - Caguas    | 3-1 | 21-25, 25-22, 25-23, 28-26        |
| 13-03                    | Juncos - Naranjito   | 0-3 | 17-25, 23-25, 19-25               |
| 14-03                    | Naranjito - Mayagüez | 1-3 | 22-25, 24-26, 25-20, 23-25        |
| 16-03                    | Cataño - Mayagüez    | 1-3 | 17-25, 25-22, 23-25, 16-25        |
| 16-03                    | San Juan - Juncos    | 3-0 | 25-23, 25-22, 25-16               |
| 16-03                    | Carolina - Naranjito | 3-1 | 23-25, 28-26, 25-23, 25-16        |
| 17-03                    | Humacao - Caguas     | 0-3 | 19-25, 20-25, 21-25               |
| 18-03                    | Carolina - Ponce     | 1-3 | 17-25, 25-22, 23-25, 19-25        |
| 18-03                    | Naranjito - San Juan | 2-3 | 24-26, 25-21, 25-19, 25-27, 9-15  |
| 19-03                    | Caguas - Juncos      | 3-0 | 25-19, 25-18, 25-14               |
| 20-03                    | Humacao - Ponce      | 2-3 | 25-23, 22-25, 20-25, 26-24, 13-15 |
| 20-03                    | Cataño - Carolina    | 2-3 | 22-25, 15-25, 25-13, 25-17, 13-15 |
| 20-03                    | San Juan - Mayagüez  | 0-3 | 21-25, 23-25, 19-25               |
| 22-03                    | San Juan - Cataño    | 1-3 | 23-25, 25-14, 21-25, 22-25        |
| 22-03                    | Carolina - Humacao   | 3-0 | 25-15, 26-24, 25-22               |
| 23-03                    | Mayagüez - Naranjito | 3-2 | 21-25, 25-18, 21-25, 25-23, 15-13 |
| 23-03                    | Ponce - Juncos       | 3-0 | 25-21, 25-21, 25-22               |
| 24-03                    | San Juan - Carolina  | 3-1 | 19-25, 25-20, 25-17, 25-15        |
| 24-03                    | Caguas - Mayagüez    | 3-1 | 25-16, 25-13, 23-25, 27-25        |
| 26-03                    | Mayagüez - Ponce     | 0-3 | 16-25, 33-35, 20-25               |
| 30-03                    | Naranjito - Caguas   | 0-3 | 18-25, 18-25, 24-26               |
| 30-03                    | Cataño - Ponce       | 1-3 | 25-21, 25-27, 23-25, 13-25        |
| 30-03                    | Juncos - Carolina    | 0-3 | 18-25, 17-25, 17-25               |
| 31-03                    | Humacao - San Juan   | 0-3 | 23-25, 23-25, 21-25               |
| 01-04                    | Ponce - Naranjito    | 3-1 | 25-20, 21-25, 25-22, 25-16        |
| 01-04                    | Mayagüez - Juncos    | 3-0 | 25-21, 25-20, 27-25               |
| 01-04                    | Carolina - Caguas    | 0-3 | 20-25, 22-25, 20-25               |
| 02-04                    | Cataño - Humacao     | 3-1 | 29-27, 21-25, 26-24, 25-21        |
| 03-04                    | Naranjito - Cataño   | 3-2 | 25-20, 23-25, 25-16, 21-25, 15-11 |
| 03-04                    | Caguas - Ponce       | 3-0 | 25-21, 25-15, 25-20               |
| 05-04                    | Naranjito - Humacao  | 3-1 | 21-25, 25-21, 25-19, 25-21        |
| 05-04                    | Juncos - Cataño      | 0-3 | 22-25, 12-25, 20-25               |
| 05-04                    | Mayagüez - Carolina  | 0-3 | 23-25, 16-25, 16-25               |

#### Classifica
| Pos. | Squadra                 | Pt | G  | V  | P  | SV | SP | Ratio | PF   | PS   | Ratio |
| ---- | ----------------------- | -- | -- | -- | -- | -- | -- | ----- | ---- | ---- | ----- |
| 1    | Criollas de Caguas      | 63 | 24 | 21 | 3  | 67 | 15 | 4.467 | 1988 | 1649 | 1.206 |
| 2    | Leonas de Ponce         | 57 | 24 | 20 | 4  | 63 | 30 | 2.100 | 2187 | 1978 | 1.106 |
| 3    | Indias de Mayagüez      | 41 | 24 | 15 | 9  | 48 | 41 | 1.171 | 2025 | 2046 | 0.990 |
| 4    | Capitalinas de San Juan | 40 | 24 | 14 | 10 | 49 | 41 | 1.195 | 2019 | 2020 | 1.000 |
| 5    | Lancheras de Cataño     | 35 | 24 | 10 | 14 | 47 | 48 | 0.979 | 2071 | 2119 | 0.977 |
| 6    | Gigantes de Carolina    | 28 | 24 | 10 | 14 | 38 | 49 | 0.776 | 1893 | 1969 | 0.961 |
| 7    | Orientales de Humacao   | 26 | 24 | 8  | 16 | 35 | 56 | 0.625 | 2015 | 2091 | 0.964 |
| 8    | Changas de Naranjito    | 22 | 24 | 7  | 17 | 34 | 58 | 0.586 | 2049 | 2103 | 0.974 |
| 9    | Valencianas de Juncos   | 12 | 24 | 3  | 21 | 21 | 64 | 0.328 | 1778 | 2050 | 0.867 |

      Qualificata ai quarti di finale.

### Play-off scudetto

#### Quarti di finale

##### Girone A

###### Risultati
| Gara 1 |                   |     |                            |
|        |                   |     |                            |
| 07-04  | Mayagüez - Caguas | 1-3 | 12-25, 18-25, 25-20, 16-25 |

| Gara 2 |                   |     |                    |
|        |                   |     |                    |
| 08-04  | Caguas - Carolina | 3-0 | 25-23, 25-9, 25-20 |

| Gara 3 |                   |     |                     |
|        |                   |     |                     |
| 10-04  | Caguas - Mayagüez | 3-0 | 27-25, 25-21, 25-17 |

| Gara 4 |                     |     |                            |
|        |                     |     |                            |
| 11-04  | Mayagüez - Carolina | 1-3 | 25-19, 23-25, 23-25, 18-25 |

| Gara 5 |                     |     |                            |
|        |                     |     |                            |
| 13-04  | Carolina - Mayagüez | 1-3 | 25-23, 23-25, 20-25, 20-25 |

| Gara 6 |                   |     |                     |
|        |                   |     |                     |
| 14-04  | Carolina - Caguas | 0-3 | 19-25, 21-25, 20-25 |

| \| Spareggio \| \| \| \| \| \| \| \| \| \| 16-04 \| Mayagüez - Carolina \| 3-1 \| 22-25, 25-18, 31-29, 25-20 \| |                     |     |                            |
| Spareggio |                     |     |                            |
| |                     |     |                            |
| 16-04 | Mayagüez - Carolina | 3-1 | 22-25, 25-18, 31-29, 25-20 |

###### Classifica
| Pos. | Squadra              | Pt | G | V | P | SV | SP | Ratio  | PF  | PS  | Ratio |
| ---- | -------------------- | -- | - | - | - | -- | -- | ------ | --- | --- | ----- |
| 1    | Criollas de Caguas   | 4  | 4 | 4 | 0 | 12 | 1  | 12.000 | 322 | 246 | 1.309 |
| 2    | Indias de Mayagüez   | 2  | 4 | 2 | 3 | 8  | 1  | 0.727  | 424 | 446 | 0.951 |
| 3    | Gigantes de Carolina | 1  | 4 | 1 | 4 | 5  | 13 | 0.385  | 386 | 440 | 0.877 |

      Qualificata alle semifinali.

##### Girone B

###### Risultati
| Gara 1 |                |     |                     |
|        |                |     |                     |
| 07-04  | Cataño - Ponce | 0-3 | 24-26, 18-25, 25-27 |

| Gara 2 |                  |     |                     |
|        |                  |     |                     |
| 08-04  | Ponce - San Juan | 0-3 | 15-25, 19-25, 29-31 |

| Gara 3 |                   |     |                            |
|        |                   |     |                            |
| 09-04  | San Juan - Cataño | 3-1 | 17-25, 25-19, 25-17, 25-19 |

| Gara 4 |                  |     |                                   |
|        |                  |     |                                   |
| 12-04  | San Juan - Ponce | 2-3 | 25-19, 15-25, 25-23, 19-25, 14-16 |

| Gara 5 |                   |     |                            |
|        |                   |     |                            |
| 14-04  | Cataño - San Juan | 1-3 | 21-25, 25-23, 24-26, 23-25 |

| Gara 6 |                |     |                                   |
|        |                |     |                                   |
| 15-04  | Ponce - Cataño | 2-3 | 21-25, 25-16, 25-21, 23-25, 13-15 |

##### Classifica
| Pos. | Squadra                 | Pt | G | V | P | SV | SP | Ratio | PF  | PS  | Ratio |
| ---- | ----------------------- | -- | - | - | - | -- | -- | ----- | --- | --- | ----- |
| 1    | Capitalinas de San Juan | 3  | 4 | 3 | 1 | 11 | 5  | 2.200 | 370 | 344 | 1.076 |
| 2    | Leonas de Ponce         | 2  | 4 | 2 | 2 | 8  | 8  | 1.000 | 356 | 348 | 1.023 |
| 3    | Lancheras de Cataño     | 1  | 4 | 1 | 3 | 5  | 11 | 0.455 | 342 | 376 | 0.910 |

      Qualificata alle semifinali.

#### Semifinali
| Gara 1 |                     |     |                                  |
|        |                     |     |                                  |
| 17-04  | Caguas - Ponce      | 3-0 | 25-22, 27-25, 25-14              |
| 18-04  | Mayagüez - San Juan | 2-3 | 16-25, 25-22, 19-25, 25-22, 7-15 |

| Gara 2 |                     |     |                            |
|        |                     |     |                            |
| 19-04  | Ponce - Caguas      | 3-1 | 18-25, 25-17, 28-26, 25-22 |
| 20-04  | San Juan - Mayagüez | 3-1 | 25-15, 18-25, 25-19, 25-22 |

| Gara 3 |                     |     |                                   |
|        |                     |     |                                   |
| 21-04  | Caguas - Ponce      | 1-3 | 14-25, 22-25, 25-15, 17-25        |
| 22-04  | Mayagüez - San Juan | 2-3 | 24-26, 22-25, 25-14, 25-16, 13-15 |

| Gara 4 |                     |     |                            |
|        |                     |     |                            |
| 23-04  | Ponce - Caguas      | 1-3 | 19-25, 25-22, 28-30, 12-25 |
| 25-04  | San Juan - Mayagüez | 3-0 | 25-19, 25-21, 25-21        |

| Gara 5 |                |     |                     |
|        |                |     |                     |
| 24-04  | Caguas - Ponce | 3-0 | 25-17, 25-20, 25-19 |

| Gara 6 |                |     |                            |
|        |                |     |                            |
| 26-04  | Ponce - Caguas | 3-1 | 25-23, 14-25, 31-29, 26-24 |

| \| Gara 7 \| \| \| \| \| \| \| \| \| \| 28-04 \| Caguas - Ponce \| 3-1 \| 21-25, 25-16, 25-21, 25-19 \| |                |     |                            |
| Gara 7                                                                                                  |                |     |                            |
| |                |     |                            |
| 28-04                                                                                                   | Caguas - Ponce | 3-1 | 21-25, 25-16, 25-21, 25-19 |

#### Finale
| Gara 1 |                   |     |                                   |
|        |                   |     |                                   |
| 30-04  | Caguas - San Juan | 3-2 | 25-23, 23-25, 25-14, 11-25, 15-12 |

| Gara 2 |                   |     |                     |
|        |                   |     |                     |
| 02-05  | San Juan - Caguas | 0-3 | 22-25, 18-25, 20-25 |

| Gara 3 |                   |     |                     |
|        |                   |     |                     |
| 04-05  | Caguas - San Juan | 3-0 | 25-20, 25-14, 25-16 |

| Gara 4 |                   |     |                     |
|        |                   |     |                     |
| 06-05  | San Juan - Caguas | 0-3 | 23-25, 19-25, 16-25 |

|  | Semifinali              | Semifinali              | Semifinali              | Semifinali              | Semifinali              | Semifinali | Semifinali | Semifinali | Semifinali |  |  | Finale | Finale                  | Finale                  | Finale                  | Finale                  | Finale | Finale | Finale | Finale |  |
|  |                         |                         |                         |                         |                         |            |            |            |            |  |  |        |                         |                         |                         |                         |        |        |        |        |  |
|  | Criollas de Caguas      | Criollas de Caguas      | 3                       | 1                       | 1                       | 3          | 3          | 1          | 3          |  |  |        |                         |                         |                         |                         |        |        |        |        |  |
|  | Leonas de Ponce         | Leonas de Ponce         | 0                       | 3                       | 3                       | 1          | 0          | 3          | 1          |  |  | 1      | Criollas de Caguas      | Criollas de Caguas      | Criollas de Caguas      | Criollas de Caguas      | 3      | 3      | 3      | 3      |  |
|  | Capitalinas de San Juan | Capitalinas de San Juan | Capitalinas de San Juan | Capitalinas de San Juan | Capitalinas de San Juan | 3          | 3          | 3          | 3          |  |  | 2      | Capitalinas de San Juan | Capitalinas de San Juan | Capitalinas de San Juan | Capitalinas de San Juan | 2      | 0      | 0      | 0      |  |
|  | Indias de Mayagüez      | Indias de Mayagüez      | Indias de Mayagüez      | Indias de Mayagüez      | Indias de Mayagüez      | 2          | 1          | 2          | 0          |  |  |        |                         |                         |                         |                         |        |        |        |        |  |

## Premi individuali
| Premio                   | Giocatrice          | Squadra                 |
| ------------------------ | ------------------- | ----------------------- |
| MVP della Regular Season | Daly Santana        | Capitalinas de San Juan |
| MVP delle finali         | Stephanie Enright   | Criollas de Caguas      |
| MVP dell'All-Star Game   | Tatiana Encarnación | Changas de Naranjito    |
| Miglior palleggiatrice   | Mariana Thon        | Lancheras de Cataño     |
| Rising star              | Daly Santana        | Capitalinas de San Juan |
| Miglior ritorno          | Graciela Márquez    | Capitalinas de San Juan |
| Miglior esordiente       | Noami Santos        | Capitalinas de San Juan |
| Migliore allenatore      | José Barceló        | Indias de Mayagüez      |
| Miglior presidente       | James Arroyo        | Capitalinas de San Juan |
| All-Star Team            | Mariana Thon        | Lancheras de Cataño     |
| All-Star Team            | Daly Santana        | Capitalinas de San Juan |
| All-Star Team            | Jetzabel Del Valle  | Indias de Mayagüez      |
| All-Star Team            | Andrea Drews        | Indias de Mayagüez      |
| All-Star Team            | Tara Mueller        | Orientales de Humacao   |
| All-Star Team            | Odemaris Díaz       | Gigantes de Carolina    |
| All-Star Team            | Xaimara Colón       | Valencianas de Juncos   |